# Hội Long Hoa

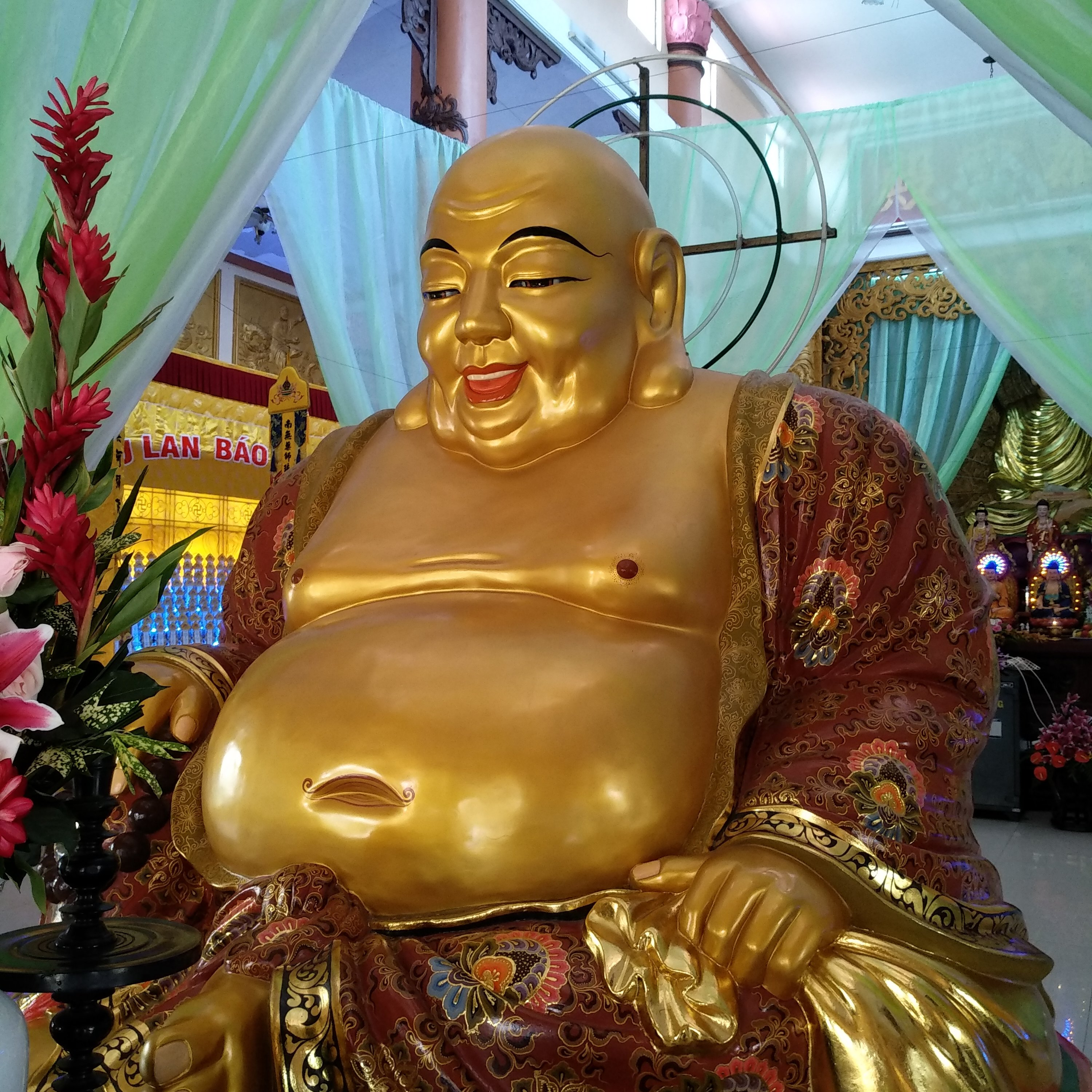
Tượng Di Lặc ở chùa Long Hoa

Pháp Hội Long Hoa là một khái niệm được đề cập tới trong đạo Cao Đài và một số tông phái ở miền Nam, khi đức Di Lặc Bồ Tát hạ sanh ngồi dưới cội Long Hoa mà thành Phật, ngài sẽ khai mở pháp hội Long Hoa, giáo hóa chúng sanh. Hội Long Hoa được cho là xuất phát từ thời kỳ khai mở Đại Hội Long Hoa do Di-lặc làm chủ khảo, đây là kỳ thi phát xét cuối cùng để phong Phật vị.

## Phật giáo
Theo Kinh Phật thì Đức Thích Ca có thọ ký cho đức Từ Thị Bồ Tát (Di Lặc Bồ Tát): Sau khi Pháp ngài diệt tận, vào đời vị lai, Di Lặc Tôn Phật (Từ Thị Như Lai) ra đời, là một vị Phật thứ 8 trong 1000 vị Phật trong hiền kiếp. Phật Di Lặc là một vị Bồ Tát Nhứt Sanh Bổ Xứ  nối tiếp Đức Thích Ca lập ra Pháp Hội Long Hoa để hóa độ chúng sanh. Hết thịnh rồi suy, hết suy lại thịnh, Phật Thích-Ca đã nhập diệt, Đức Di-Lặc sẽ kế tiếp giáng sinh, nên  chánh-pháp vẫn là bất diệt. Từ khi Phật Thích Ca tịch diệt đến nay, theo Kinh Phật, chia ra làm ba thời kỳ: Chánh Pháp, Tượng Pháp và Mạt Pháp:
1. Thời kỳ Chánh Pháp (500 năm): Là thời ký Đức Phật còn tại thế cho đến khi giáo lý của Ngài còn được phổ biến chân truyền. Phần đông người tu được chứng quả, thời gian này khoảng năm trăm năm sau khi Đức Phật nhập Niết Bàn.
2. Thời kỳ Tượng Pháp (1.000 năm): Thời kỳ này khoảng một ngàn năm lúc chư vị đệ tử của Phật còn tại thế, nối nhau truyền Chánh giáo, nhưng vì không được chân truyền nên đồ chúng đắc quả ít hơn thời gian Chánh pháp.
3. Thời Mạt Pháp (10.000 năm): Phật giáo suy vi vì thất chân truyền, thiên hạ thiên về vật chất mà không lo đến đường tinh thần nên rất ít người chứng quả.

Theo Kinh Đại Tập, từ khi Phật tịch diệt về sau chỉ có 2.500, chia ra 5 thời kỳ: Mỗi thời kỳ 500 năm và 500 năm sau cùng là thời kỳ nhân loại xa lìa chánh pháp, theo tà thuyết, tìm đủ mọi mánh khoé để giết hại nhau. Đời vị lai, sẽ có Đức Phật Di Lặc ra đời để giáo hóa chúng sanh ở cõi Ta bà khi nhân thọ 84.000 tuổi.